# Plein Spanje '36-'39
Plein Spanje '36-'39 is een plein in Amsterdam-Noord, wijk Volewijck.
Het plein kreeg haar naam per raadsbesluit stadsdeel Noord op 8 oktober 1986. Haar naam verwijst naar de Spaanse Burgeroorlog; naamgeving was een eerbetoon aan de Nederlandse vrijwilligers die in die burgeroorlog in de Internationale Brigades vochten. Plein Spanje '36–'39 is in wezen een onderdeel van het grotere Hagedoornplein, dat al sinds 1920 bestaat en in de Van der Pekbuurt ligt.
Alhoewel aan het plein wel gebouwen staan, kent het Plein Spanje geen huisnummers; de gebouwen hebben adressen aan andere pleinen en straten.
Centraal op het plein staat het Spanjemonument van Eddy Roos.

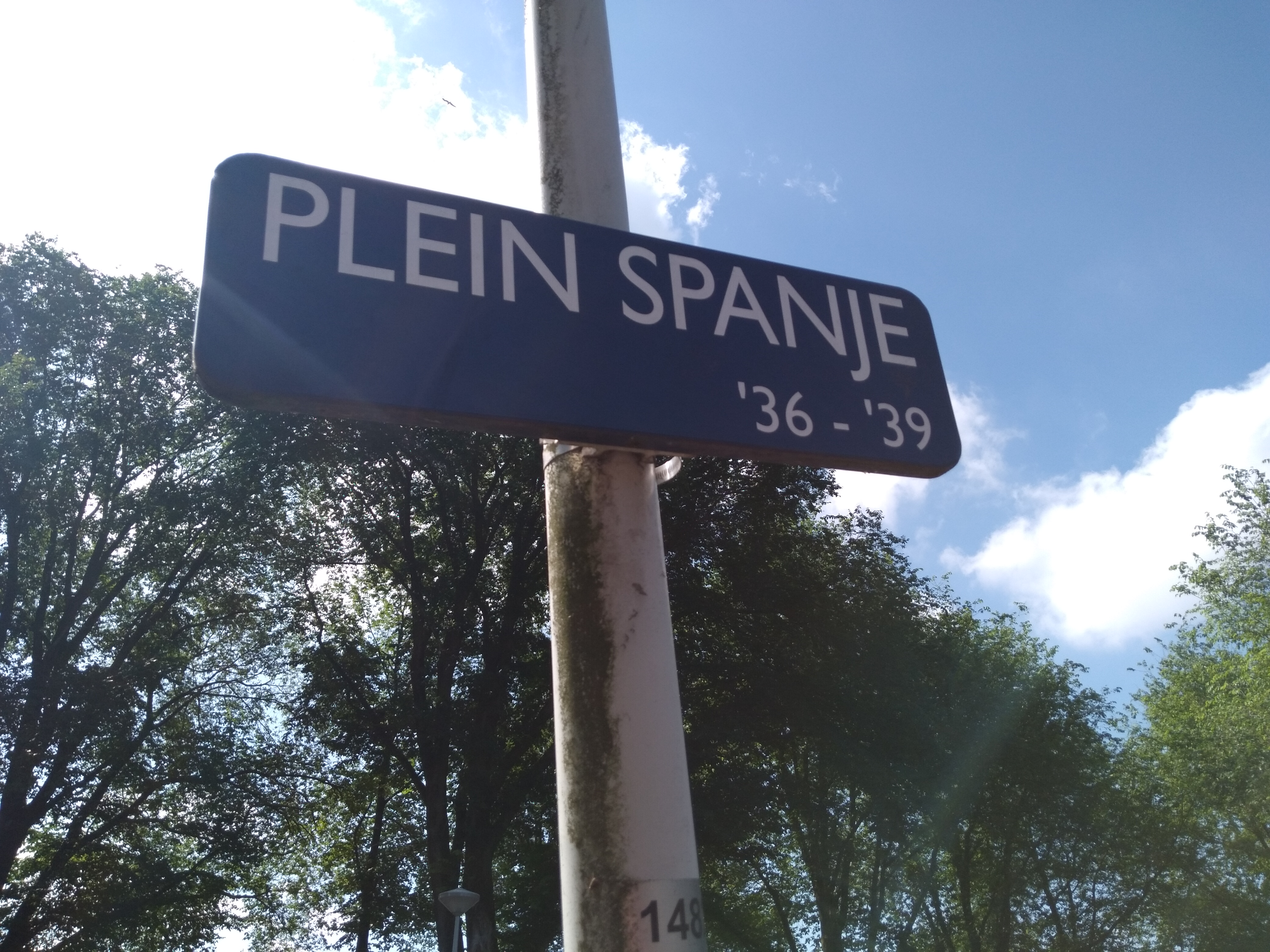
Naambord plein (juli 2021)